# 九七式輕轟炸機
九七式輕轟炸機（日语：九七式輕爆擊機）又名Ki-30（キ30），盟軍代號為「Ann」，略稱為九七式輕爆、九七輕爆等。開發製造者為三菱重工業，和另一種九八式輕轟炸機同是日本帝國陸軍主力的俯衝轟炸機。

## 研發簡史
1936年，日本帝國陸軍欲開發俯衝轟炸機，三菱重工業和川崎重工業都交了自己的設計給陸軍選擇，三菱的設計採用全金屬單翼和固定式帶整流罩起落架，這和川崎的設計相似，但三菱採用了空冷式發動機和內置彈艙，1938年日本軍方宣佈三菱的設計勝出並隨即量產（但對手川崎的九八式也同樣得到量產的機會），當中638架由三菱生產，而50架另由立川陸軍航空工廠生產。

## 基本資料
- 乘員：2人（駕駛和後部機槍手）
- 機長：10.34米
- 翼展：14.55米
- 機高：3.65米
- 空重：2,230公斤
- 最重：3,322公斤
- 機翼面積：30.58平方米
- 最快速度：432公里/小時
- 航程：1,700公里
- 昇限：8,600米
- 發動機：中島Ha-5發動機（850匹馬力）
- 武裝：機頭兩挺7.7毫米口徑機槍，機後一挺7.7毫米口徑機槍+400公斤炸彈

## 實戰
1938年1月九七式首次用於華北戰場，之後參與徐州會戰和轉戰華南，太平洋戰爭初期也有使用直至1942年，之後退居二線作為教練機。1945年在中國東北的日本陸軍第32飛行隊在日軍戰敗時，有3架九七式被中國人民解放軍接收，隨後在東北老航校使用。

## 使用國家
- 日本
- 中华人民共和国

## 外部連結
- 三菱97式單發輕轟炸機(Mitsubishi Ki-30 Ann)[永久]